# 任袁媛
任袁媛（1976年8月12日—2019年9月24日），中國大陸女演員。

## 生平
任袁媛在1976年8月12日出生於湖南省长沙市，后考入中央戏剧学院，从此进入演艺圈发展，参演了《名捕震关东》、《射雕英雄传》等作品，在这期间与一美国男子结婚，婚后有一个混血女儿，2019年9月24日任袁媛因心肌梗死病逝，其病逝消息由左小青等圈内好友于2019年9月27日公布。